# Yan Zibei
Yan Zibei (12 ottobre 1995) è un nuotatore cinese.

## Palmarès
- Giochi olimpici

Tokyo 2020: argento nella 4x100m misti mista.
- Mondiali:

Budapest 2017: bronzo nella 4x100m misti mista.
Gwangju 2019: bronzo nei 100m rana.
Fukuoka 2023: oro nella 4x100m misti mista e argento nella 4x100m misti.
- Giochi asiatici:

Giacarta 2018: oro nella 4x100m misti e nella 4x100m misti mista, argento nei 50m rana e nei 100m rana.
Hangzhou 2023: oro nella 4x100m misti e nella 4x100m misti mista, argento nei 100m rana.
- Campionati asiatici

Tokyo 2016: bronzo nei 100m rana.